# ويلهلم غوتليب بيكر
ويلهلم غوتليب بيكر (بالألمانية: Wilhelm Gottlieb Becker)‏ هو كاتب ألماني، ولد في 4 نوفمبر 1753 في Callenberg ‏ في ألمانيا، وتوفي في 3 يونيو 1813 في درسدن في ألمانيا.